# Cupania longicaudata
Cupania longicaudata là một loài thực vật có hoa trong họ Bồ hòn. Loài này được Lundell mô tả khoa học đầu tiên năm 1976.